# KkStB 39 sorozat
A kkStB 39 sorozat tehervonati szerkocsisgőzmozdony-sorozat volt az  cs. kir. osztrák Államvasutaknál (k.k. österreiche Staatsbahnen, kkStB), amely mozdonyok eredetileg a Eisenbahn Pilsen-Priesen(-Komotau)-tól (EPPK) származtak.
A mozdonyokat 1876-ban a Floridsdorfi Mozdonygyár szállította, 1892 után két eltérő új kazánt kapott. A táblázatban láthatók a különbségek.
Az 1884-es államosítás után a kkStB előbb 3615-3618 pályaszámok alá, majd a 39 sorozatba 01-04 pályaszámtartományba osztotta be a mozdonyokat.
Az első világháború után három mozdony a ČSD-hez került a  ČSD 322.0 sorozatba (01-03). Az utolsó mozdonyt 1928-ban selejtezték.

## Fordítás
- Ez a szócikk részben vagy egészben  a   kkStB 39 című német Wikipédia-szócikk fordításán alapul.  Az eredeti cikk szerkesztőit annak laptörténete sorolja fel. Ez a jelzés csupán a megfogalmazás eredetét és a szerzői jogokat jelzi, nem szolgál a cikkben szereplő információk forrásmegjelöléseként. Az eredeti szócikk forrásai szintén ott találhatóak.